# Minnesota Lynx 2011
La stagione 2011 delle Minnesota Lynx fu la 13ª nella WNBA per la franchigia.
Le Minnesota Lynx vinsero la Western Conference con un record di 27-7. Nei play-off vinsero la semifinale di conference con le San Antonio Silver Stars (2-1), la finale di conference con la Phoenix Mercury (2-0), vincendo poi il titolo WNBA battendo nella finale le Atlanta Dream (3-0).

## Roster
| N° | Naz.                   | Ruolo | Sportivo          | Anno | Alt. | Peso |
| -- | ---------------------- | ----- | ----------------- | ---- | ---- | ---- |
| 1  | Stati Uniti (bandiera) | C     | Jessica Adair     | 1986 | 193  | 100  |
| 6  | Stati Uniti (bandiera) | A     | Amber Harris      | 1988 | 196  | 98   |
| 8  | Stati Uniti (bandiera) | AC    | Taj McWilliams    | 1970 | 188  | 85   |
| 11 | Stati Uniti (bandiera) | G     | Candice Wiggins   | 1987 | 180  | 68   |
| 13 | Stati Uniti (bandiera) | G     | Lindsay Whalen    | 1982 | 175  | 68   |
| 14 | Stati Uniti (bandiera) | G     | Alexis Hornbuckle | 1985 | 180  | 70   |
| 22 | Stati Uniti (bandiera) | G     | Monica Wright     | 1988 | 180  | 81   |
| 23 | Stati Uniti (bandiera) | A     | Maya Moore        | 1989 | 183  | 79   |
| 24 | Stati Uniti (bandiera) | A     | Charde Houston    | 1986 | 180  | 86   |
| 32 | Stati Uniti (bandiera) | A     | Rebekkah Brunson  | 1981 | 191  | 79   |
| 33 | Stati Uniti (bandiera) | G     | Seimone Augustus  | 1984 | 183  | 81   |

## Staff tecnico
- Allenatore: Cheryl Reeve
- Vice-allenatori: Jim Petersen, Shelley Patterson
- Preparatore atletico: Chuck Barta
- Preparatore fisico: Keith Uzpen